# Hohenthurm
Hohenthurm è un ex comune tedesco di 1 916 abitanti, situato nel land della Sassonia-Anhalt.
Dal 1º settembre 2010 è stato incorporato nel comune di Landsberg del quale è diventato una frazione.